# نارسیس (بازیکن فوتبال)
نارسیس (ارمنی غربی: Ներսես؛ عربی: نارسيس؛ زادهٔ) بازیکن فوتبال ارمنی‌تبار اهل لبنان در پست مهاجم بود.

## باشگاهی
از باشگاه‌هایی که نارسیس در آن بازی کرده‌است، می‌توان به باشگاه فوتبال هومنتمن بیروت اشاره کرد.

## تیم ملی
وی همچنین در تیم ملی فوتبال لبنان بازی کرده‌است.

## افتخارات
DPHB
- لیگ برتر فوتبال لبنان: ۱۹۴۰–۴۱
- جام حذفی لبنان نایب قهرمان: ۱۹۳۹–۴۰